# Fritz Spindler
Fritz Spindler (Wurzbach, Turíngia, 24 de novembre de 1817 - Niederlößnitzin, 26 de desembre de 1905) fou un pianista i compositor alemany.
Fou deixeble de Friedrich Schneider, a Dessau, i s'establí com a professor de piano a Dresden des de 1841. Compositor fecund, si bé mancat de verdader caràcter, en les seves produccions, si es considera el pretensiós dels seus títols, va publicar més de 300 composicions per a piano, les que, abonant en el defecte ja explicat, no manquen, malgrat tot, de certa originalitat en la inventiva.